# Kellersche Kupplung
Die Kellersche Kupplung war eine nach dem Geheimen Baurat Wilhelm Keller der Maschineninspektion Aachen benannte Kupplung für Schiebelokomotiven. Sie war seit der Zeit um 1900 bis in die 1960er Jahre in Gebrauch und stellte eine Erfindung dar, um Schiebelokomotiven, die den nachzuschiebenden Zug während der Fahrt verlassen sollen, trotzdem mit ihm kuppeln zu können. Die Kellersche Kupplung kann während der Fahrt vom Führerstand der Schiebelokomotive aus gelöst werden. Ihre Anwendung erfordert eine bauliche Vorbereitung der für das Nachschieben vorgesehenen Lokomotiven, insbesondere muss das Entriegelungsseil verlegt werden.
Seit 2023 ist der Gebrauch der Kellerschen Kupplung in Deutschland verboten.

## Aufbau

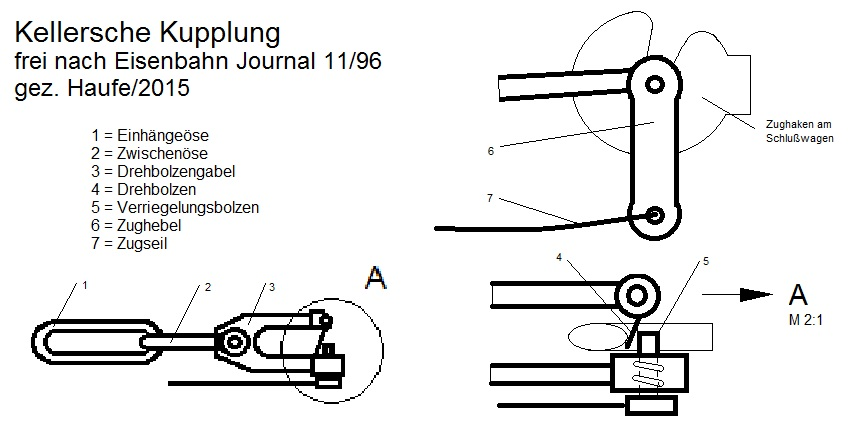
Prinzipskizze der Kellerschen Kupplung

Vom Prinzip her ist die Kellersche Kupplung wie eine Schraubenkupplung aufgebaut und wird auch in die Zughaken der Schiebelokomotive und des Schlusswagens der zu schiebenden Einheit eingehängt. Der einzige Unterschied zu ihr ist, dass sie nicht zusammenziehbar und nicht mit einem Kupplungshaken fest verbunden ist.
Sie besteht aus der Einhängeöse (Teil 1), der Zwischenöse (Teil 2) und der Drehbolzengabel (Teil 3). Die Einhängeöse wird beim Gebrauch der Kupplung in den Zughaken der Schiebelokomotive und die Drehbolzengabel in den Zughaken des Schlusswagens der schiebenden Einheit eingehängt. In der Drehbolzengabel angeordnet ist der Drehbolzen (Teil 4), der die Kupplung am Schlusswagen im Zughaken hält, und der mit Federkraft gelagerte Verriegelungsbolzen (Teil 5), der den Drehbolzen am Ausschwenken hindert. Mit dem Verriegelungsbolzen verbunden ist der Zughebel (Teil 6), der den Verriegelungsbolzen bei Drehung gegen Federkraft vom Drehbolzen zurückzieht. Mit dem Zugseil (Teil 7) wird der Zughebel vom Führerstand der Schiebelokomotive aus gesteuert.

## Funktion
Zum Gebrauch der Kellerschen Kupplung wird die Einhängeöse (Teil 1) von ihr in dem Zughaken der Schiebelokomotive eingehängt. Nachdem diese an die nachzuschiebende Einheit herangefahren ist, hängt der Rangierer die Drehbolzengabel (Teil 3) in den Zughaken des Schlusswagens der nachzuschiebenden Einheit ein. Die Schiebelokomotive wird nicht mit der Hauptluftleitung des nachzuschiebenden Zuges verbunden. Sowohl die Schiebelokomotive und der nachzuschiebende Zug müssen Zugschlusssignale tragen. Der Rangierer verständigt daraufhin den Lokführer der Schiebelokomotive vom ordentlichen Gebrauch der Kupplung. Die Schiebelokomotive ist somit mit der Zugeinheit verbunden, kann bei entsprechenden Abschnitten auch gezogen werden und verliert nicht versehentlich den Kontakt zum Zug.
Soll das Nachschieben in der Regel an der durch das Signal Ts 1 (Nachschieben einstellen) gekennzeichneten Stelle beendet werden, muss der Lokführer der Schiebelokomotive gewährleisten, dass die Kupplung entspannt ist. Er zieht am Zugseil (Teil 7), daraufhin bewegt sich der Zughebel (Teil 6) von der senkrechten in die waagerechte Lage. Dadurch bewegt sich der Verriegelungsbolzen (Teil 5) gegen die Federkraft und gibt den Drehbolzen (Teil 4) frei. Nun verringert der Lokführer der Schiebelokomotive die Fahrgeschwindigkeit, der Drehbolzen gleitet aus dem Zughaken des Schlusswagens und die Kellersche Kupplung fällt nach unten. Das bemerkt der Lokführer der Schiebelokomotive auf dem Führerstand am rumpelnden Geräusch der Kupplung, die gegen die Pufferbohle fällt, sowie am schlaffen Zugseil.
Beim gekuppelten Nachschieben wird die Kellersche Kupplung nicht verwendet und stattdessen die reguläre Schraubenkupplung verbunden. Wenn nicht die Kuppelkette des letzten Wagens verwendet werden kann, wird die Kellersche Kupplung funktionslos unter dem rechten Puffer der Schiebelokomotive aufgehängt.